# Sede titolare di Bisarcio
Bisarcio (in latino Bisarchiensis) è una sede titolare della Chiesa cattolica.

## Storia
La diocesi di Bisarcio è attestata per la prima volta nella seconda metà dell'XI secolo. Soppressa l'8 dicembre 1503, il suo territorio venne accorpato a quello della diocesi di Alghero. Fu restaurata il 9 marzo 1803 da papa Pio VII, e nel 1915 mutò il nome in diocesi di Ozieri, città dove i vescovi avevano posto la loro sede fin dall'epoca della restaurazione.
Dal 1997 Bisarcio è annoverata tra le sedi vescovili titolari della Chiesa cattolica; dal 18 settembre 2021 il vescovo titolare è Ramón Salazar Estrada, vescovo ausiliare di Guadalajara.

## Cronotassi dei vescovi titolari
- Mario Francesco Pompedda † (29 novembre 1997 - 21 febbraio 2001 nominato cardinale diacono dell'Annunciazione della Beata Vergine Maria a Via Ardeatina)
- Giampaolo Crepaldi (3 marzo 2001 - 4 luglio 2009 nominato arcivescovo, titolo personale, di Trieste)
- Mario Toso, S.D.B. (22 ottobre 2009 - 19 gennaio 2015 nominato vescovo di Faenza-Modigliana)
- Jorge Cuapio Bautista (4 marzo 2015 - 14 agosto 2021 nominato vescovo di Iztapalapa)
- Ramón Salazar Estrada, dal 18 settembre 2021